# Garrofó

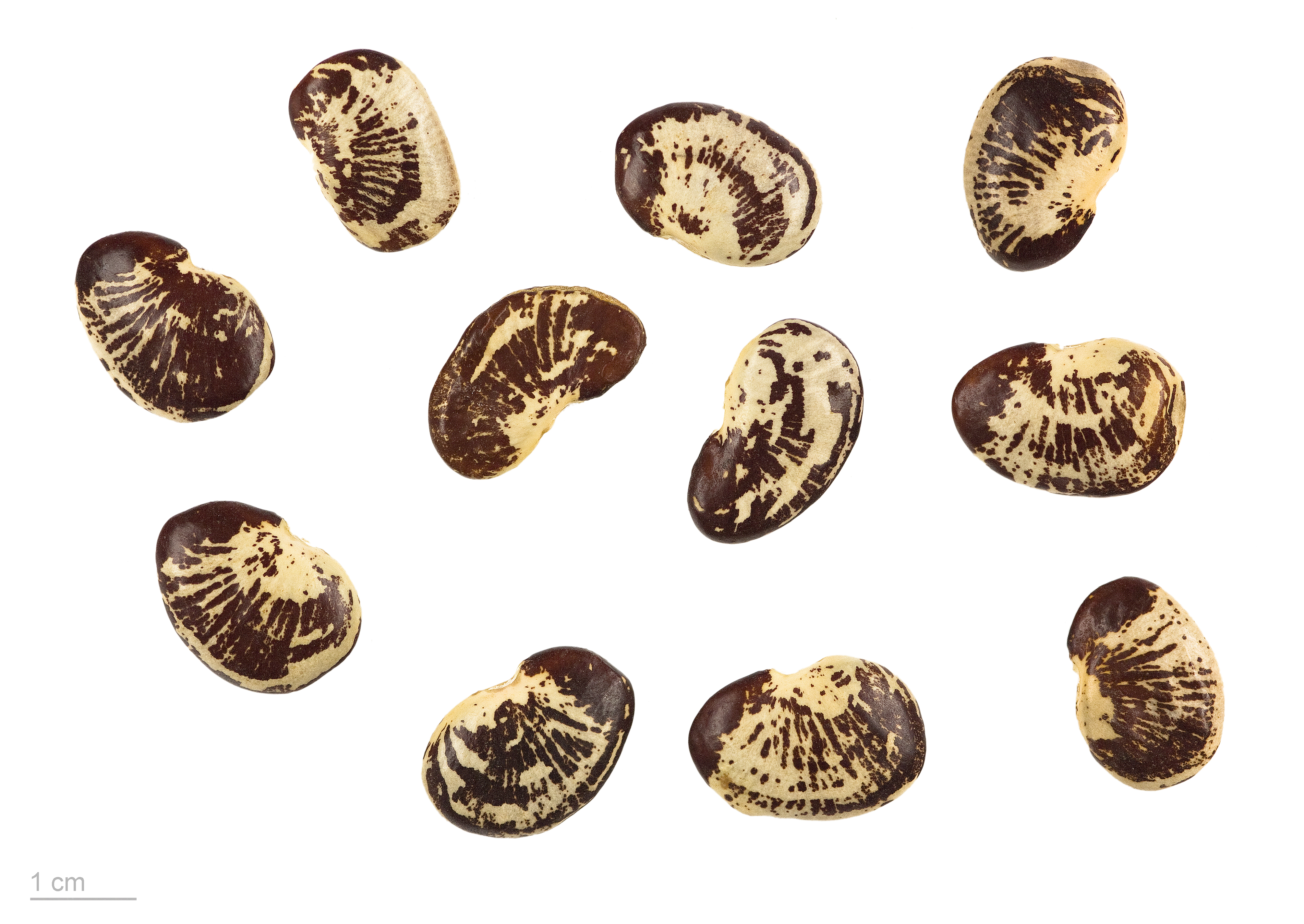
Phaseolus lunatus

El garrofó, fesol de la peladilla o mongeta de Lima (Phaseolus lunatus) és una planta herbàcia anual de la família de les Fabaceae, cultivada als països càlids per les seues granes consumides com a llegum a la manera de la mongeta comuna. Normalment es mengen les llavors sense la bajoca o tavella.

## Taxonomia
L. var. lunatus (Sinònim: .), família de les Fabaceae, subfamília de les Faboideae, tribu de les Phaseoleae, subtribu de les Phaseolinae.

## Nom comú
Garrofó, bajocó, fesol de garrofa, fesol de la ferradura, fesol de la peladilla, mongeta de Lima

## Origen i distribució
Aquesta espècie és originària d'Amèrica tropical i subtropical. Es va domesticar en dos centres separats, el primer als Andes cap a 2000 aC i el segon a Mesoamèrica cap al 800 de la nostra era. Cap a 1300 arribà a Nord-amèrica. Es cultiva principalment a: Mèxic, Belize, Costa Rica, Guatemala, Hondures, Nicaragua, Panamà, Veneçuela, el Brasil, Bolívia, Colòmbia, l'Equador, Perú. Avui és molt cultivada en països càlids.

## Toxicitat
Com moltes altres lleguminoses, les mongetes de Lima crues són tòxiques (ja que contenen, per exemple, fitohemaglutinina) si no es cuinen durant almenys 10 minuts. Les mongetes en conserva es poden menjar sense necessitat de cuinar-les prèviament, ja que ja estan cuinades.
Les mongetes de Lima poden contenir antinutrients com àcids fítics, saponines, oxalats, tanins i inhibidor de tripsina. Aquests impedeixen l'absorció de nutrients en els animals i poden causar danys en alguns òrgans. A més de la cocció, els mètodes de torrat, cocció a pressió, immersió i germinació també poden reduir significativament el contingut d'antinutrients.

## Nutrició
El mineral més comú en les mongetes de Lima crues és el potassi, seguit pel calci, fòsfor, magnesi, sodi i ferro. En la germinació de les mongetes de Lima, augmenta la biodisponibilitat del calci i fòsfor. A més, són una bona font de vitamina B6.

## Utilització
És un fesol blanc gros amb una textura untuosa i un sabor delicat. Temps de cocció, 40 minuts després d'haver portat a ebullició l'aigua perquè la pell no se separe. Entra com ingredient principal en nombroses receptes. Nutricionalment, com les altres espècies de mongeteres, aporta fibra i poc de greix.
Es considera essencial en l'elaboració de la paella valenciana.

### Medicina
L'alt contingut de fibra en les mongetes de Lima prevé que els nivells de sucre en sang augmentin massa ràpidament després de consumir-les gràcies a la gran quantitat de substàncies que redueixen l'absorció i al seu alt contingut de fibra soluble. La fibra soluble absorbeix aigua a l'estómac, formant un gel que retarda l'absorció dels hidrats de carboni de les mongetes. Així, les mongetes de Lima ajuden a equilibrar els nivells de sucre en sang, proporcionant una entrada estable i lenta d'energia, el que les converteix en una bona opció per a persones amb diabetis que pateixen de resistència a la insulina.